# Solanum oxycarpum
Solanum oxycarpum är en potatisväxtart som beskrevs av Christian Julius Wilhelm Schiede. Solanum oxycarpum ingår i släktet skattor som ingår i familjen potatisväxter. Inga underarter finns listade i Catalogue of Life.